# Тиграи
Тигра́и, также тигра́й или тыгра́й (самоназвание — ተጋሩ тыграй) — семитский народ в северной Эфиопии (регион Тыграй) и южной, центральной и северной Эритрее.

## Расселение
В основном проживают в эфиопском регионе Тыграй) и южной, центральной и северной Эритрее.
Небольшие группы тиграев проживают также в бывших регионах Эфиопии Бэгемдыр и Уолло, сейчас входящие в регион Амхара.
4,4 миллиона проживают в Эфиопии, составляя 6,07 % населения страны, но 96 % в регионе Тыграй, и ещё 2,24 миллиона — в соседней Эритрее, где составляет около половины её населения. Вместе с близкородственными тигринья (также бихер-тигринья или кебесса), живущими только в Эритрее, говорят на одноимённом языке, относящемся к эфиосемитской подгруппе южной группы западной ветви семитской языковой семьи.

## Язык
Говорят на одноименном семитском языке  языке подгруппы эфиосемитских языков.
Язык является государственным в Эритрее (наравне с арабским и английским языками) и официальным языком в эфиопской области Тыграй. Всего количество носителей языка оценивается в 7 миллионов человек, из которых 4,3 миллиона живут в Эфиопии и 2,5 миллиона в Эритрее.

## Галерея

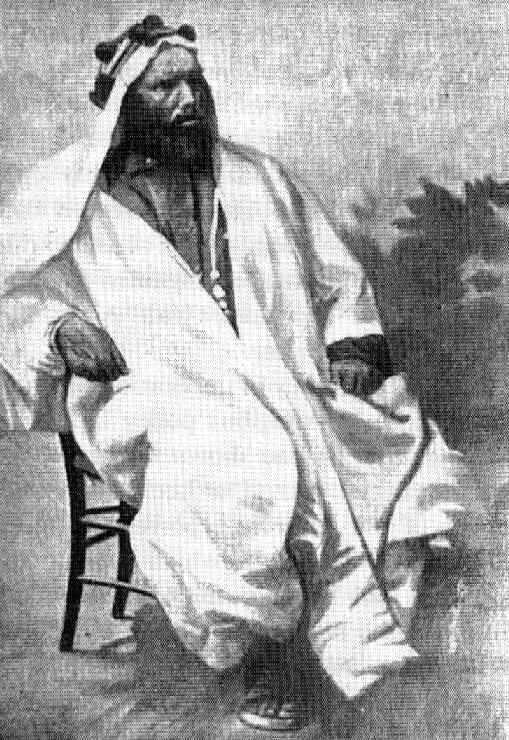
Рас Алула Энгида, один из самых видных военачальников эфиопской армии XIX века, участвовал в нескольких важных сражениях, в том числе в битвах при Галлабате, Догали и Адуа.
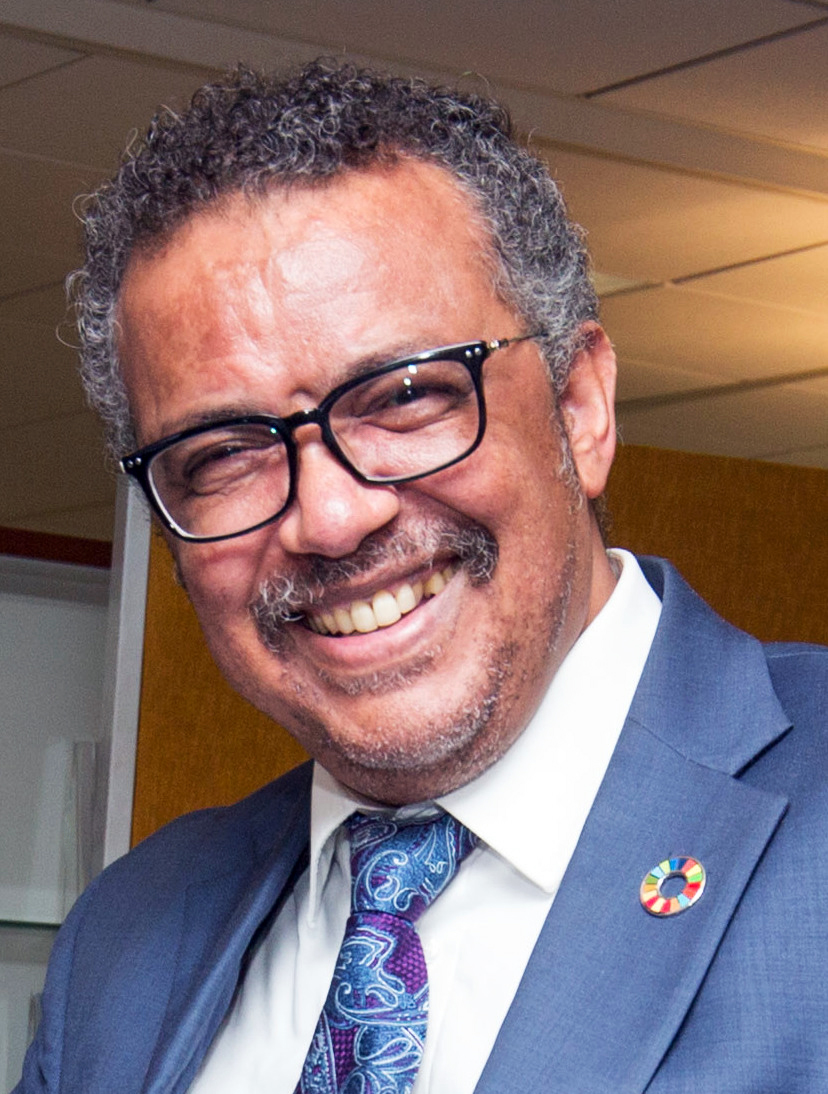
Тедрос Аданом Гебреисус, государственный деятель, министр иностранных дел Эфиопии (2012—2016), генеральный директор Всемирной организации здравоохранения с 2017 года.
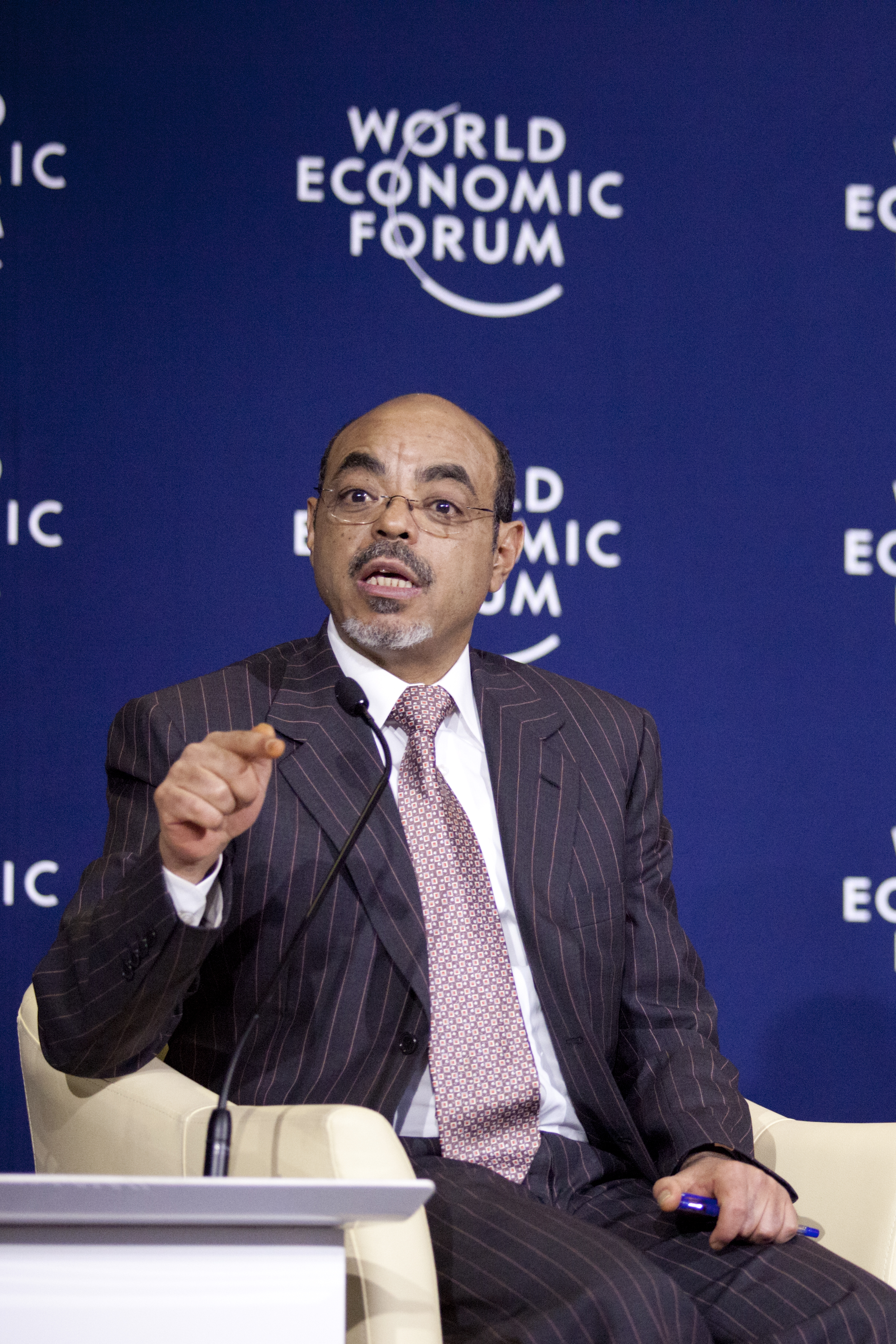
Мелес Зенауи Асрес — президент Эфиопии в 1991—1995 годах, премьер-министр Эфиопии в 1995—2012 годах.
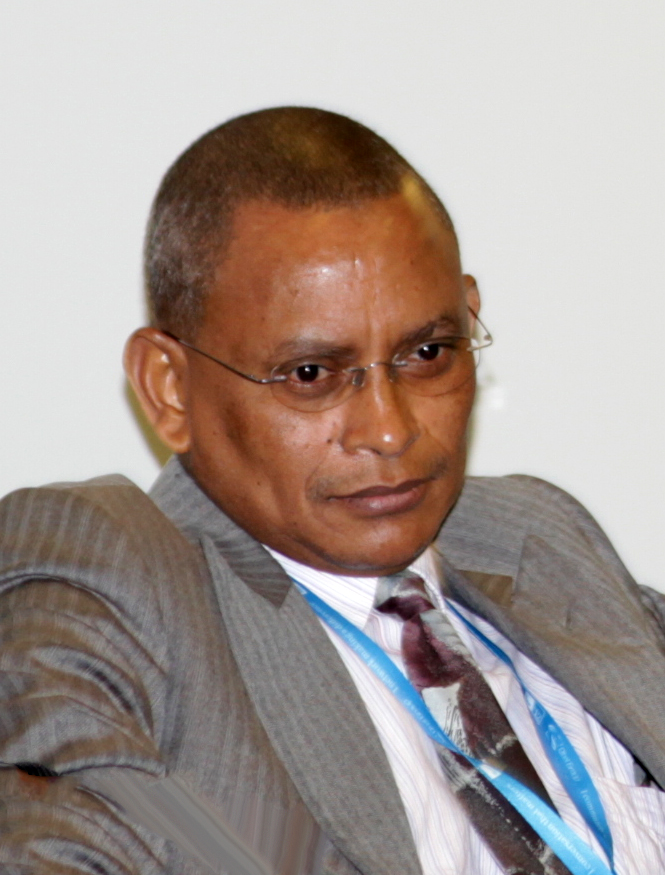
Дебрецион Гебремикаэль — председатель Народного фронта освобождения Тыграй (НФОТ), с 2018 года — глава администрации (президент) региона Тыграй (13 ноября 2020 отстранён от должности, не признал отстранение).